# Cónclave de 1447
El cónclave de 1447 fue realizado tras la muerte del Papa Eugenio IV, y dio como resultado la elección del cardenal Tommaso Parentucelli, quien tomó el nombre de Nicolás V. Fue celebrado en la basílica romana de Santa María sopra Minerva.

## Contexto histórico
Eugenio IV había muerto el 23 de febrero de 1447 en Roma. Al momento de su muerte, la situación política y religiosa en Europa era muy tensa. Mientras que el Concilio de Florencia había logrado la unidad con la Iglesia griega, ésta no había reconocido al Estado de Moscú, a cambio del reconocimiento de la autoridad del Papa, para obtener ayuda militar contra el Imperio Otomano. En la Iglesia latina continuaba el cisma del antipapa Félix V, apoyado por el Concilio de Basilea.

## Cardenales electores
Los cardenales entraron al cónclave en el momento de Vísperas, el 4 de marzo, después de esperar los nueve días, entre la muerte del Papa y el comienzo del cónclave, establecidos por la Ubi periculum.

### Presentes
De los veinticuatro cardenales vivos, sólo dieciocho estaban presentes en Roma para el cónclave:
- Giovanni Berardi
- Francesco Condulmer
- Domenico Capranica
- Niccolò d'Acciapaccio
- Giorgio Fieschi
- Basilio Besarión
- António Martins de Chaves
- Jean Le Jeune
- Guillaume d'Estouteville, O.S.B.Cluny
- Juan de Torquemada, O.P.
- Ludovico Trevisan
- Alfonso de Borja y Cavanilles
- Enrico Rampini
- Tommaso Parentucelli
- Juan de Carvajal
- Giovanni de Primis, O.S.B.
- Prospero Colonna
- Pietro Barbo

Entre los electores había 11 italianos, tres españoles, dos franceses, un griego y un portugués. Dos electores (Capranica y Colonna) fueron nombrados por Martín V, sin embargo, el resto había sido nombrado por Eugenio IV.

### Ausentes
7 cardenales no participaron en el cónclave (entre ellos dos británicos, un francés, un húngaro, un alemán, un español, y un griego):
- Pierre de Foix
- Enrique de Beaufort
- Juan de Cervantes
- John Kemp
- Zbigniew Oleśnicki
- Isidoro de Kiev
- Petrus von Schaumber
- Dionisio Szécsi

Cuatro ausentes habían sido designados por Eugenio IV, dos por Martín V, y uno por el antipapa Juan XXIII.

### Cardenales adherentes al antipapa Félix V

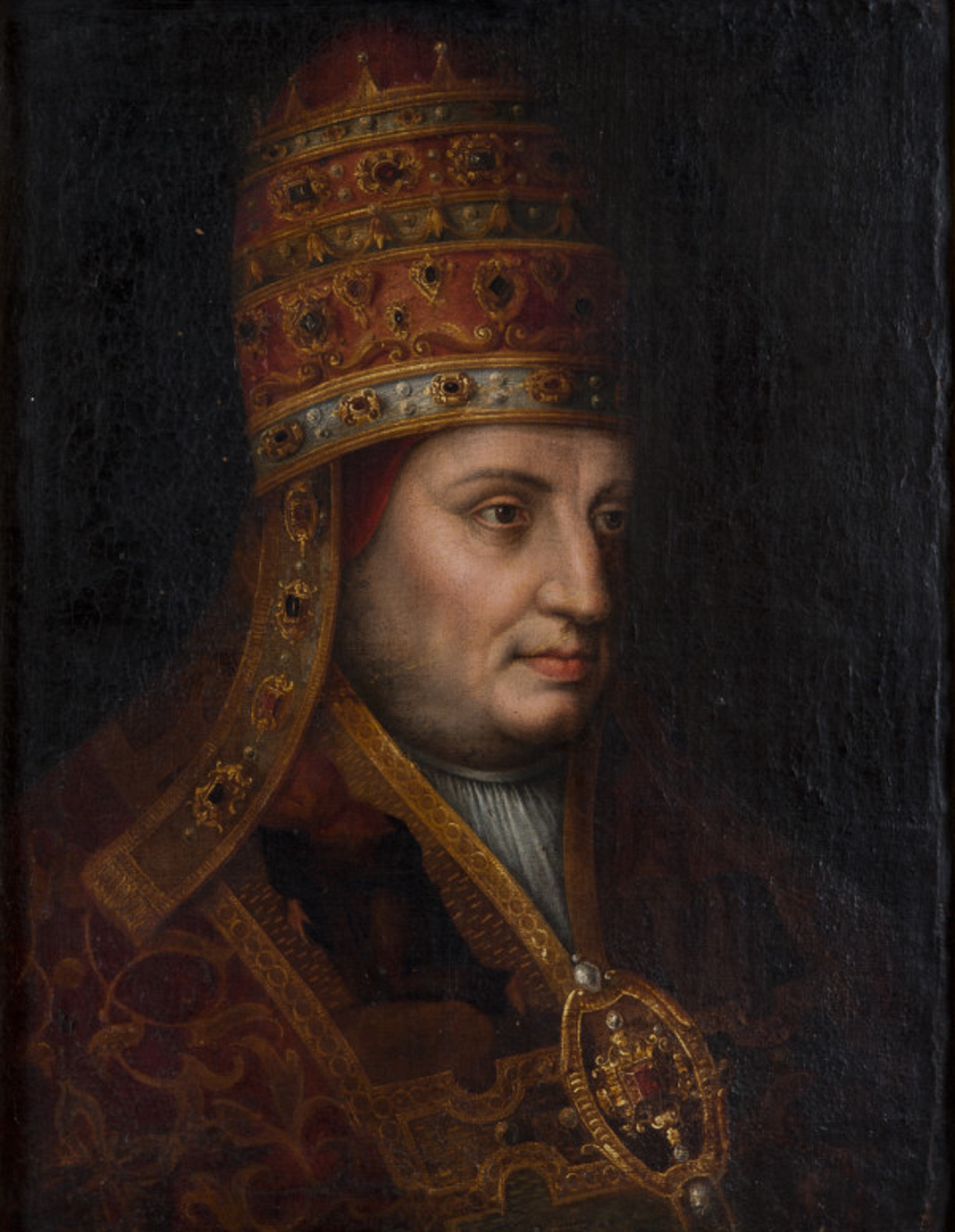
Antipapa Félix V.

Dos cardenales nombrados por Papas legítimos (Martín V y Eugenio IV), pertenecían al Colegio cardenalicio, pero apoyaban al Concilio de Basilea y al antipapa Félix V. Ellos fueron: Louis Aleman, arzobispo de Arlés, y Zbigniew Oleśnicki, obispo de Cracovia. Por lo tanto, no pertenecían al grupo de electores. Louis Aleman fue excomulgado oficialmente por Eugenio IV el 11 de abril de 1440, mientras que Oleśnicki sufrió drásticas sanciones, a pesar de que el 6 de septiembre de 1447 el Papa Nicolás V le confirmó la dignidad de cardenal.

## El curso del cónclave
El cónclave, al igual que el anterior, que había elegido a Eugenio IV, se llevó a cabo en la Sacristía de los Dominicos de Santa María sopra Minerva, a pesar de que varios miembros del Colegio cardenalicio preferían haberse trasladado al Vaticano.
Varios barones romanos, el más destacado entre ellos era Gio Baptista Savelli, insistieron durante un tiempo en tener el derecho a votar en el cónclave (aunque tal vez sólo deseaban seguir las votaciones), ya que la familia Savelli había obtenido el derecho a la protección de los procesos conclavistas desde el pontificado de Gregorio X, pero Gio Baptista quiso, por primera vez, llevar a cabo esta tarea desde el interior del cónclave; sin embargo, todos los barones fueron expulsados luego de la basílica donde se llevaba a cabo el proceso eleccionario.
Prospero Colonna, un cardenal nepote, era considerado como el papable líder al inicio del cónclave. Al primer escrutinio (del domingo 5 de marzo), Colonna recibió 10 votos (por debajo de la mayoría necesaria de los dos tercios), Capranica obtuvo 8, y 5 Parentucelli, obispo de Bolonia.
Al día siguiente, los partidarios de los Colonna procedieron a votar por él, mientras que los otros ocho intentos para despegar votos no resultaron, al intentar cambiar su elección a los demás candidatos, incluyendo a los arzobispos no-cardenales de Benevento y Florencia. Colonna contaba con el apoyo de los cardenales franceses, los cuales estaban impresionados con el poder con que llevaba a las diversas ciudades-estado italianas, pero el pueblo romano no era un adherente a él (que prefería a Niccolo d'Acciapaccio), debido al uso de la violencia de los Colonna durante el pontificado de su tío. Eneas Silvio Piccolomini, que fue uno de los custodios del cónclave, habló sobre votos a favor de arzobispos, en la mañana del lunes 6 de marzo. Aun así, no parece haber prueba de que realmente recibieron votos.
El 6 de marzo, en el primer escrutinio de la mañana, Colonna de nuevo recibió 10 votos. Luego de ello, Capranica se dirige al cónclave, recordándoles sobre los peligros que enfrenta la Iglesia, incluyendo a los ejércitos de Alfonso, rey de Aragón, que se acercaba peligrosamente hacia Italia; además de la oposición que seguía representando Félix V. Los cardenales también cambiaron su opinión sobre Colonna, luego de que Capranica recordara que este se había llevado la mayor parte del tesoro papal a la muerte de Martín V, con la ayuda de sus parientes nobles, y que había sido durante un tiempo excomulgado por Eugenio IV.

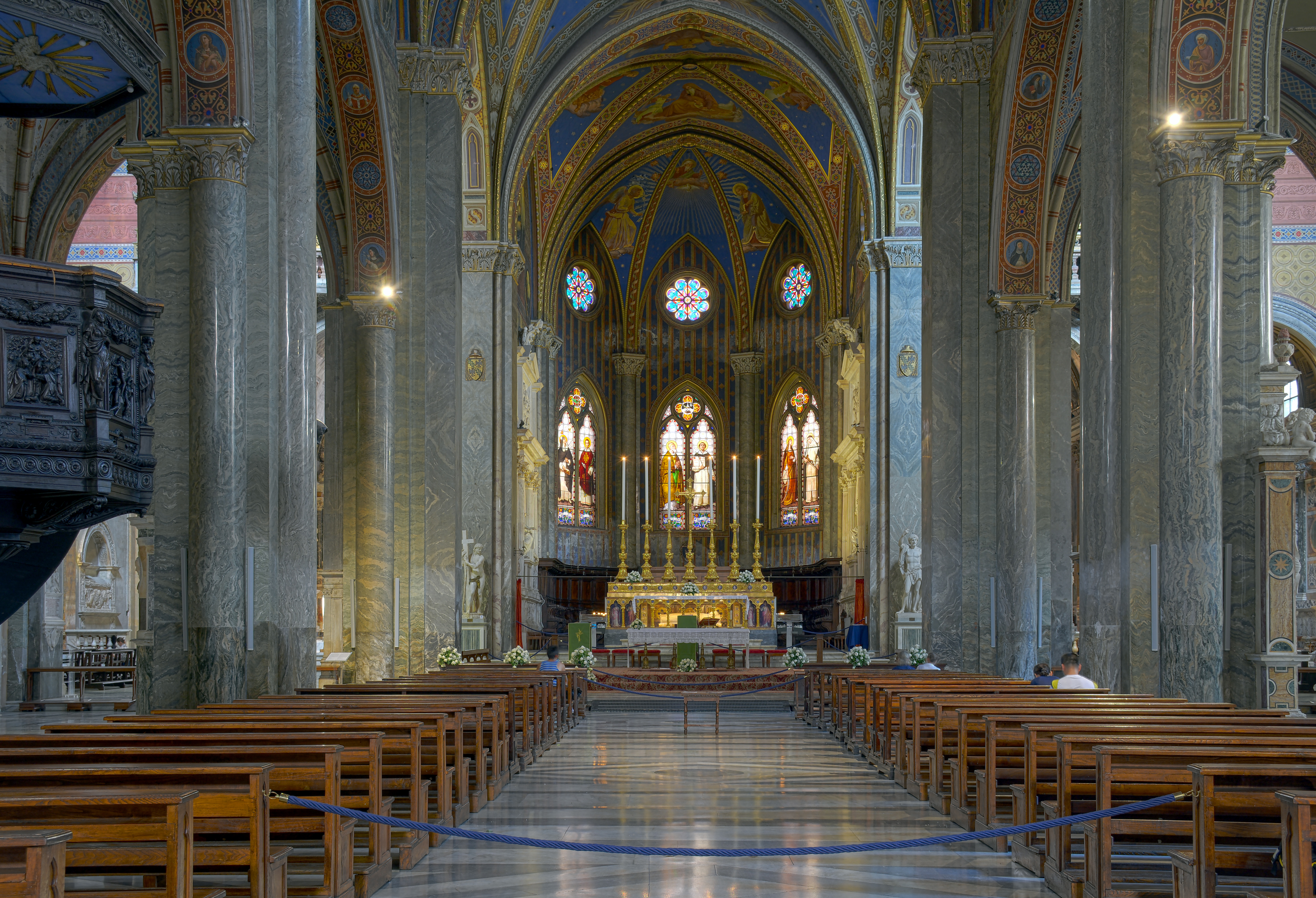
Interior de Santa María sopra Minerva.

### La elección del obispo de Bolonia
Luego de este discurso, Tommaso Parentucelli aumentó considerablemente sus votos, y Giovanni Berardi (pensando que su colega estaba a punto de dar a conocer la elección de Colonna) lo interrumpió y le pidió un aplazamiento. En este punto Ludovico Trevisan, enojado con el bloqueo de Berardi a Colonna, preguntó a Berardi a quién deseaba ver electo. Berardi respondió "Bononiensis" (Parentucelli). Parentucelli (mal interpretando sus palabras, o quizá a propósito) declaró que también estaba dispuesto a dar su voto a la opinión de Berardi. "¡Entonces, yo doy mi voto por ti!" exclamó Berardi, una jugada que Trevisan se obligó a seguir. Uno tras otro, los cardenales dieron su voto a Parentucelli, obteniendo los doce votos necesarios (los dos últimos de manos de los cardenales de Marino y de S. Sisto), y la elección como sumo pontífice.
Electo tomó el nombre de Nicolás V, debido a la memoria de su maestro, el cardenal Niccolò Albergati. Poco antes del mediodía, Colonna, en su calidad de cardenal protodiácono, anunció la elección a los romanos, y el 19 de marzo coronó solemnemente a Nicolás en las escaleras de la Basílica Vaticana.